# Нибоу (Кентаки)
Нибоу (енгл. Nebo) град је у америчкој савезној држави Кентаки.

## Демографија
По попису из 2010. године број становника је 236, што је 16 (7,3%) становника више него 2000. године.
| Група             | 2000.        | 2010.       |
| Белци             | 220 (100,0%) | 230 (97,5%) |
| Афроамериканци    | 0 (0,0%)     | 1 (0,4%)    |
| Азијати           | 0 (0,0%)     | 0 (0,0%)    |
| Хиспаноамериканци | 0 (0,0%)     | 4 (1,7%)    |
| Укупно            | 220          | 236         |